# Lawrence Doherty

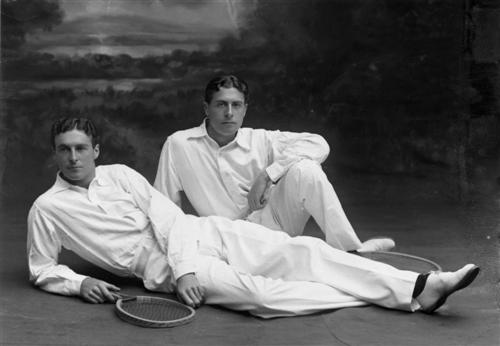
Reginald Doherty y Lawrence Doherty (derecha)

Hugh Lawrence "Lau»ie" Doherty (Wimbledon, Surrey, 8 de octubre de 1875-21 de agosto de 1919) fue uno de los grandes tenistas del Reino Unido, que destacó a comienzos del siglo XX. Laurie poseía un repertorio de golpes que le permitían jugar con facilidad tanto en la red como en el fondo de la cancha. Se dice que tenía la capacidad de colocar la pelota en el lugar que eligiera. Junto a su hermano Reginald, que era tres años mayor que él, formó una extraordinaria pareja de dobles que ayudó a popularizar el tenis en Gran Bretaña. Fue el primer extranjero en ganar el US Open.
Fueron el pilar de las cuatro primeras conquistas en la Copa Davis para las islas británicas. Estudiantes de Cambridge, juntos alcanzaron un récord aún imbatido de diez finales consecutivas en el torneo de dobles de Wimbledon.  Lawrence era conocido como «Little Do» o «Pequeño Do», ya que no solo era el menor de los dos, sino que también era el más pequeño en estatura, con 1,77 m de altura.
Si bien ambos hermanos tuvieron destacadísimas actuaciones en individuales, fue Lawrence quien obtuvo mayores éxitos. Alcanzó su primera final en Wimbledon en 1898, donde perdió ante su hermano en el quinto set. Comenzando en 1902, Lawrence consiguió un récord de 5 victorias consecutivas en el torneo, hecho igualado luego por Björn Borg y Roger Federer. En 3 de las 5 finales derrotó a su compatriota Frank Riseley y en 1905 derrotó al primer finalista no británico (incluyendo Irlanda), el australiano Norman Brookes.
Jugando de pareja con su hermano fueron los primeros contendientes extranjeros de renombre en el US Championships. Su fuerte relación fraternal los llevó a tomar la decisión de rehusar enfrentarse entre sí en rondas previas a la final de un torneo. Así, Lawrence cedió a su hermano la victoria por walkover en las semifinales del torneo de all-comers del US Championships de 1902, permitiéndole convertirse en el primer finalista extranjero del torneo, hecho que le fue retribuido al año siguiente en el mismo torneo cuando debían enfrentarse por cuartos de final. En este último torneo (1903), Lawrence derrotó a William Clothier en la final de all-comers y luego se convirtió en el primer campeón extranjero en la historia del US Championships al derrotar en la final al norteamericano William Larned. Tanto en 1902 como en 1903, los hermanos triunfaron en el torneo de dobles, convirtiéndose también en los primeros extranjeros en conquistar el torneo de dobles en tierras americanas.
En los Juegos Olímpicos de París de 1900, también se debían enfrentar los hermanos en las semifinales, y esta vez fue Reggie quien cedió su lugar, permitiendo a Lawrence participar en la final, donde consiguió la medalla de oro tras derrotar a su compatriota Harold Mahoney. Cumpliendo los pronósticos, ambos se llevaron la medalla de oro en el torneo de dobles. Allí también Lawrence se hizo con la medalla de bronce en dobles mixto, haciendo pareja con la norteamericana Marion Jones, conformando un equipo de nacionalidades mixtas.
Reggie y Laurie fueron fundamentales en las primeras 4 conquistas de las islas británicas en la Copa Davis. Juntos ganaron los 5 partidos de dobles que jugaron entre 1902 y 1906, 4 de ellos ante parejas norteamericanas. Lawrence jugó solo en dobles en 1902 y en los cuatro años siguientes fue la estrella  del equipo británico, ganando todos los partidos que jugó, tanto en singles como en dobles, terminando con un récord de 7-0 en singles y 5-0 en dobles.
Los hermanos fueron grandes responsables en la popularización del tenis en Inglaterra. En el año de su debut en 1895, los sucesores de los hermanos Renshaw no lograban atraer a los seguidores en Wimbledon. El All England Tennis and Croquet Club estaba en déficit y fue necesario reintroducir el croquet para atraer nuevos miembros. Los espectadores eran unos centenares en 1895 y para la última victoria de Lawrence en Wimbledon en 1906, había ya 30.000 espectadores. Se los considera como los inventores del tenis moderno, siendo los primeros tenistas en ser reconocidos internacionalmente, gracias a sus victorias en Wimbledon, el US Championships, los Juegos Olímpicos y la Copa Davis.
Luego de retirarse, Laurie se convirtió en un excelente jugador de golf. Fue convocado por la marina de guerra para participar en la Primera Guerra Mundial, lo que empeoró su ya de por sí frágil estado de salud. Murió en 1919 a los 43 años, después de una prolongada enfermedad. Fue incluido en el Salón Internacional de la Fama del tenis junto a su hermano en 1980.

## Torneos de Grand Slam

### Campeón Individuales
| Año  | Torneo           | Oponente en la final | Resultado       |
| 1902 | Wimbledon        | Arthur Gore          | 6-4 6-3 3-6 6-0 |
| 1903 | Wimbledon        | Frank Riseley        | 7-5 6-3 6-0     |
| 1903 | US Championships | William Larned       | 6-0 6-3 10-8    |
| 1904 | Wimbledon        | Frank Riseley        | 6-1 7-5 8-6     |
| 1905 | Wimbledon        | Norman Brookes       | 8-6 6-2 6-4     |
| 1906 | Wimbledon        | Frank Riseley        | 6-4 4-6 6-2 6-3 |

### Finalista Individuales
| Año  | Torneo    | Oponente en la final | Resultado           |
| 1898 | Wimbledon | Reginald Doherty     | 3-6 3-6 6-2 7-5 1-6 |

### Campeón Dobles
| Año  | Torneo           | Pareja           | Oponentes en la final               | Resultado           |
| 1897 | Wimbledon        | Reginald Doherty | Herbert Baddeley Wilfred Baddeley   | 6-4 4-6 8-6 6-4     |
| 1898 | Wimbledon        | Reginald Doherty | Clarence Hobart Harold Nisbet       | 6-4 6-4 6-2         |
| 1899 | Wimbledon        | Reginald Doherty | Clarence Hobart Harold Nisbet       | 7-5 6-0 6-2         |
| 1900 | Wimbledon        | Reginald Doherty | Harold Nisbet Herbert Roper Barrett | 9-7 7-5 4-6 3-6 6-3 |
| 1901 | Wimbledon        | Reginald Doherty | Dwight Davis Holcombe Ward          | 4-6 6-2 6-3 9-7     |
| 1902 | US Championships | Reginald Doherty | Dwight Davis Holcombe Ward          | 11-9 12-10 6-4      |
| 1903 | Wimbledon        | Reginald Doherty | Frank Riseley Sidney Smith          | 6-4 6-4 6-4         |
| 1903 | US Championships | Reginald Doherty | Kreigh Collins Harry Weinder        | 7-5 6-3 6-3         |
| 1904 | Wimbledon        | Reginald Doherty | Frank Riseley Sidney Smith          | 6-1 6-2 6-4         |
| 1905 | Wimbledon        | Reginald Doherty | Frank Riseley Sidney Smith          | 6-2 6-4 6-8 6-3     |

### Finalista Dobles
| Año  | Torneo    | Pareja           | Oponentes en la final      | Resultado            |
| 1902 | Wimbledon | Reginald Doherty | Frank Riseley Sidney Smith | 6-4 6-8 3-6 6-4 9-11 |
| 1906 | Wimbledon | Reginald Doherty | Frank Riseley Sidney Smith | 8-6 4-6 7-5 3-6 3-6  |